# Estoril Open 2025
L'Estoril Open 2025 è stato un torneo maschile di tennis professionistico. È stata la 35ª edizione del torneo, facente parte della categoria Challenger 175 nell'ambito dell'ATP Challenger Tour 2025, con un montepremi di 227 000 €. Si è giocato dal 29 aprile al 4 maggio 2025 sui campi in terra rossa del Clube de Ténis do Estoril di Cascais, in Portogallo.

## Partecipanti

### Teste di serie
| Nazionalità | Giocatore             | Ranking* | Testa di serie |
| ----------- | --------------------- | -------- | -------------- |
| Canada      | Félix Auger-Aliassime | 19       | 1              |
| Stati Uniti | Alex Michelsen        | 38       | 2              |
| Portogallo  | Nuno Borges           | 41       | 3              |
| Stati Uniti | Marcos Giron          | 45       | 4              |
| Serbia      | Miomir Kecmanović     | 47       | 5              |
| Spagna      | Pedro Martínez        | 48       | 6              |
| Cile        | Nicolás Jarry         | 57       | 7              |
| Brasile     | João Fonseca          | 65       | 8              |

* Ranking al 21 aprile 2025.

### Altri partecipanti
I seguenti giocatori hanno ricevuto una wild card per il tabellone principale:
- Félix Auger-Aliassime
- Gastão Elias
- Henrique Rocha

I seguenti giocatori sono entrati in tabellone come alternate:
- Kimmer Coppejans
- Aziz Dougaz
- Yannick Hanfmann
- Dušan Lajović
- Nicolas Moreno de Alboran
- Ethan Quinn

I seguenti giocatori sono passati dalle qualificazioni:
- Aleksej Vatutin
- Andrea Pellegrino
- Giovanni Fonio
- Giulio Zeppieri

I seguenti giocatori sono entrati in tabellone come lucky loser:
- Bernabé Zapata Miralles
- Beibit Zhukayev

## Punti e montepremi
| Torneo    | Torneo              | V      | F      | SF    | QF    | 2T    | 1T    | Q | Q2  | Q1  |
| Singolare | Punti               | 175    | 90     | 50    | 25    | 13    | 0     | 6 | 3   | 0   |
| Singolare | Premi in denaro (€) | 27,155 | 16,000 | 9,450 | 5,500 | 3,240 | 1,950 | – | 980 | 490 |
| Doppio    | Punti               | 175    | 90     | 50    | 25    | –     | 0     | – | –   | –   |
| Doppio    | Premi in denaro (€) | 11,680 | 6,775  | 4,065 | 2,410 | –     | 1,355 | – | –   | –   |

## Campioni

### Singolare
Alex Michelsen ha sconfitto in finale  Andrea Pellegrino con il punteggio di 6–4, 6–4.

### Doppio
Ariel Behar /  Joran Vliegen hanno sconfitto in finale  Francisco Cabral /  Lucas Miedler con il punteggio di 7–5, 6–3.